# Konny Pułk Czarnych Zaporożców

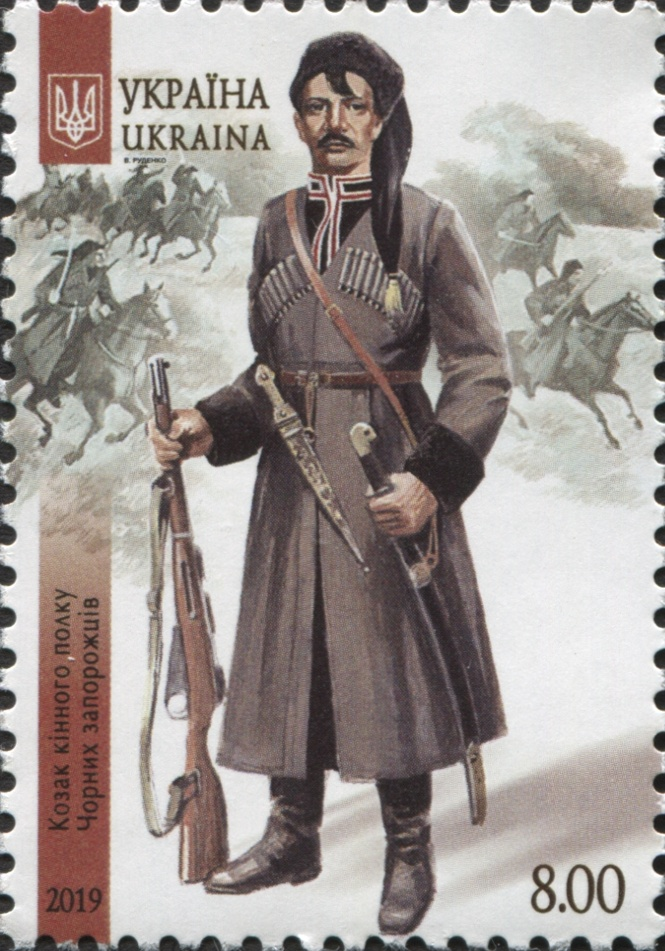
Czarny Zaporożec

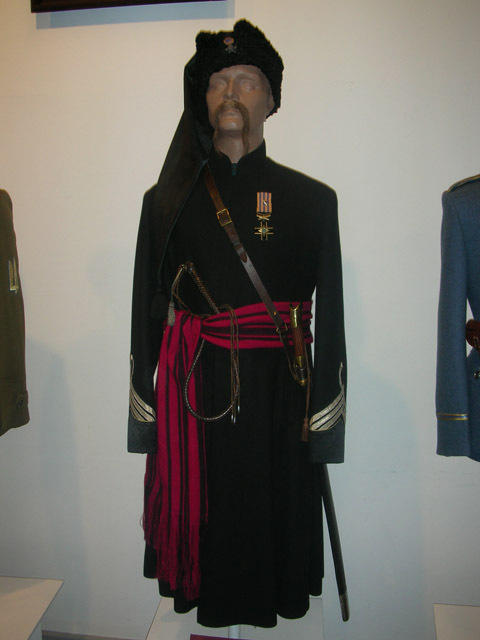
Mundur Czarnych Zaporożców

Konny Pułk Czarnych Zaporożców (ukr. Кінний Полк Чорних Запорожців) – oddział wojskowy kawalerii Armii Czynnej Ukraińskiej Republiki Ludowej
W lutym 1918 r. po wycofaniu się wojsk ukraińskich z Kijowa, został sformowany Samodzielny Oddział Zaporoski (Окремий Запорізький Загін) w składzie dwóch kureni piechoty i kurenia jazdy z artylerią i pododdziałem technicznym. Na jego czele stanął gen. Kostiantyn Prisowśkyj. Szefem sztabu został płk Wierżbicki. Po zawarciu sojuszu z Niemcami i Austriakami wojska bolszewickie zostały wyrzucone z Kijowa. Do miasta powrócił Samodzielny Oddział Zaporoski, rozwinięty do wielkości dywizji. W ramach 2 Zaporoskiego Pułku Piechoty na bazie pododdziału konnych zwiadowców została utworzona Sotnia Konna pod dowództwem sotnika Rimskiego-Korsakiwa. Miała ona trzy kompanie konne chor. Borysa Szewczenki, chor. Petro Diaczenko i chor. Sisuna. Uczestniczyła ona w walkach na lewym brzegu Dniepru, a potem w Marszu Krymskim. Podczas powstania przeciwko rządom hetmana Pawło Skoropadskiego sotnia została przekształcona w Dywizjon Konny im. Atamana Piotra Bołboczana (Kінний ім. Отамана Петра Болбочана Дивізіон). W jego skład weszły oddziały partyzanckie z Połtawszczyzny. W styczniu 1919 r. dywizjon został przemianowany na Konny Pułk Czarnych Zaporożców. Nowym dowódcą został mianowany porucznikiem P. Diaczenko. Całą kampanię 1919 r. pułk wchodził w skład I Korpusu Zaporoskiego, a następnie Grupy Zaporoskiej. Wraz z 3 Pułkiem Konnym im. Koszowego Gordijenki utworzył 3 Samodzielną Brygadę Konną. Stał się 5 Konnym Pułkiem Czarnych Zaporożców. Wiosną 1919 r. liczył ponad 200 żołnierzy, mających 11 ciężkich karabinów maszynowych, 9 lekkich karabinów maszynowych i 1 działo. Na pocz. grudnia tego roku pułk brał udział w I Marszu Zimowym. Utworzono wówczas przy pułku sotnię płastuńską (pieszą) pod dowództwem chor. Płużnika. Na koniec Marszu liczebność pułku wzrosła do ponad 600 żołnierzy z 12 ciężkimi karabinami maszynowymi, 15 lekkimi karabinami maszynowymi i 2 działami. W 1920 r. pułk wchodził w skład Samodzielnej Dywizji Konnej, a następnie 1 Zaporoskiej Dywizji Strzeleckiej. W listopadzie tego roku pułk miał pięć sotni konnych (ok. 380 ludzi), sotnię karabinów maszynowych (12 ciężkich karabinów maszynowych), kureń artylerii (6 dział), kureń płastuński (ok. 400 ludzi), płastuńską sotnię karabinów maszynowych (8 ciężkich karabinów maszynowych), kompanię sanitarną i kompanię weterynaryjną. Pułk wraz z pozostałymi oddziałami ukraińskimi był zmuszony przejść na terytorium Galicji w granicach Polski, gdzie został rozbrojony i internowany.
Żołnierze pułku nosili oryginalne mundury, składające się z czarnych czapek-mazepek lub czarnych czerkiesek, szarych płaszczy, czarnych spodni i czarnych butów. Na czapkach znajdowały się żółto-niebieskie rozety, a pod nimi kokardy w formie czaszki ze skrzyżowanymi piszczelami. Umundurowanie takie pojawiło się na pocz. stycznia 1919 r., po zajęciu Kremenczugi, gdzie w magazynach wojskowych przejęto duże ilości sukna w kolorze czarnym. Wielu żołnierzy oddziału goliło włosy na głowie w formę osełedca.
Sztandar Konnego Pułku Czarnych Zaporożców był w kolorze czarnym z tryzubem z napisem 1-й кінний полк Чорних Запорожців po jednej stronie, a po drugiej z czaszką ze skrzyżowanymi piszczelami i napisem Україна або смерть.